# Droga wojewódzka nr 216

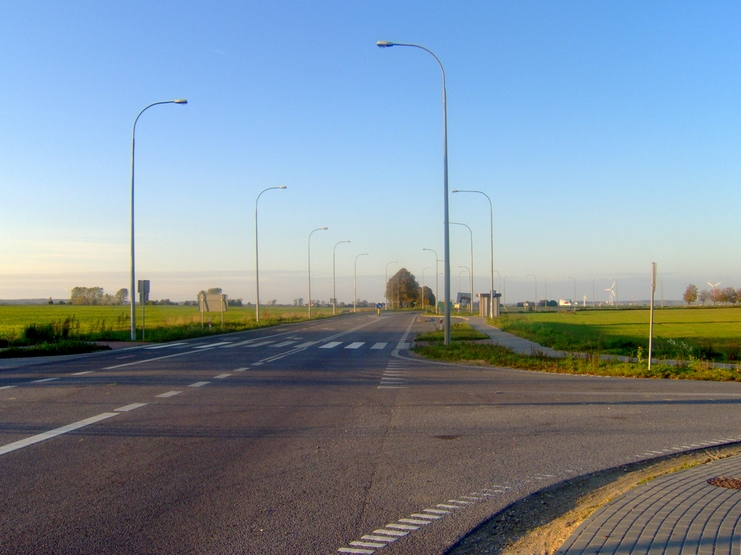
Droga wojewódzka nr 216 w Celbowie w stronę Pucka

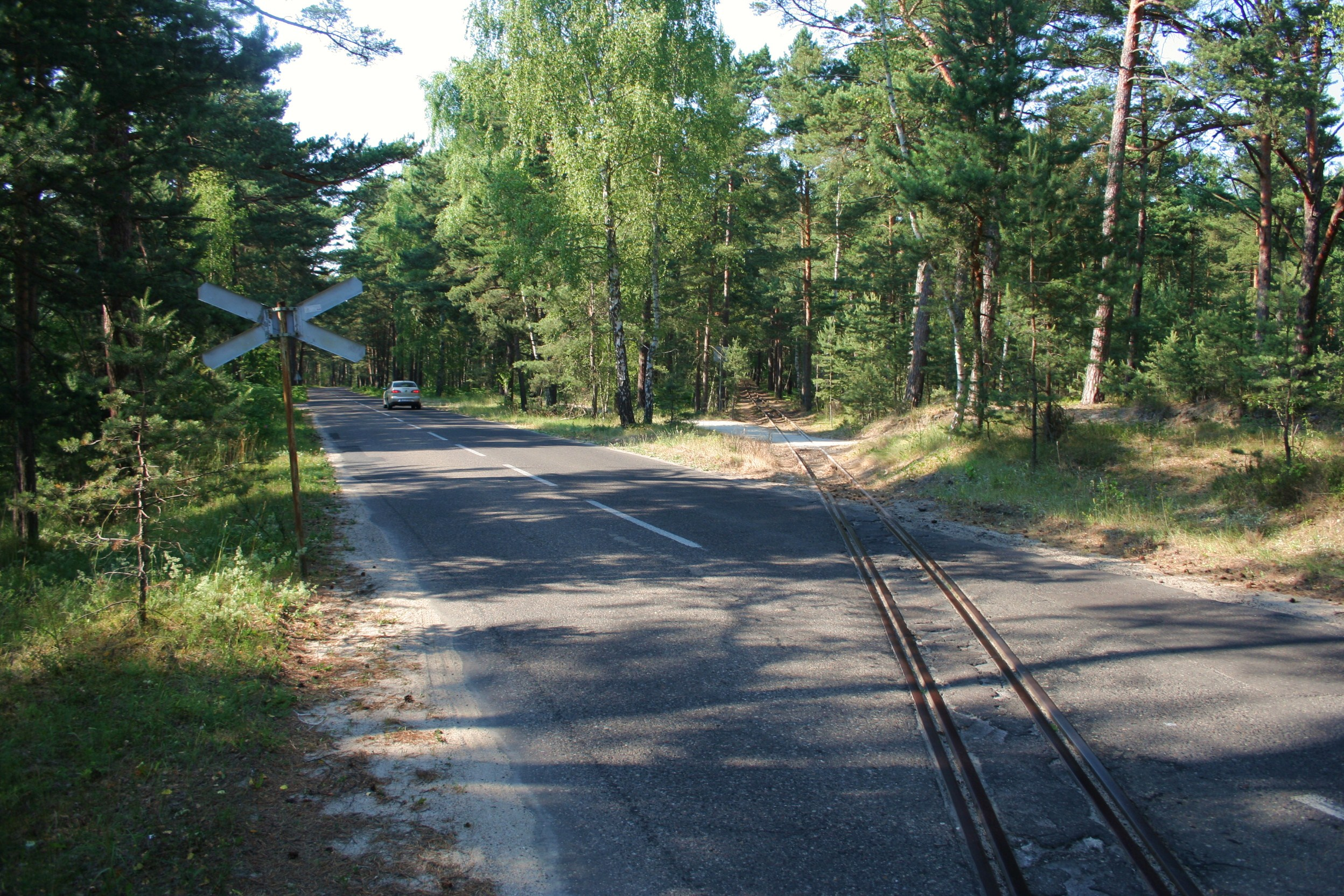
DW nr 216 biegnąca przez Mierzeję Helską

Droga wojewódzka nr 216 (DW216) – droga wojewódzka o długości 56 km, przebiegająca w całości przez województwo pomorskie. Leży na obszarze powiatów: wejherowskiego i puckiego. Jest jedyną drogą łączącą konurbację trójmiejską z północną częścią województwa. Po wyjeździe z obwodnicy Pucka prowadzi głównie poprzez tereny nad brzegami Zatoki Puckiej.

## Historia numeracji
Na przestrzeni lat trasa posiadała różne oznaczenia:
- przed lutym 1986 roku na odcinku Reda – Władysławowo była oznaczana jako droga państwowa nr 298[2],
- w latach 1986–2000 ten sam odcinek posiadał oznaczenie drogi krajowej nr 27[3].

## Dopuszczalny nacisk na oś
Od 13 marca 2021 roku na drodze dozwolony jest ruch pojazdów o nacisku pojedynczej osi do 11,5 tony z wyjątkiem określonych miejsc oznaczonych znakiem zakazu B-19.

### Do 13 marca 2021 r.
Wcześniej droga wojewódzka nr 216 była objęta ograniczeniami dopuszczalnego nacisku pojedynczej osi:
| Znak  | Dopuszczalny nacisk | Odcinek                         |
| ----- | ------------------- | ------------------------------- |
| DW216 | do 10 ton           | Reda – Władysławowo – Jastarnia |
| DW216 | do 8 ton            | Jastarnia – Jurata – Hel        |

## Opis drogi
Droga przechodzi obok poligonów i posesji Prezydenta na Helu. Z uwagi na to, że droga nr 216 jest jedyną drogą prowadzącą na Mierzeję Helską, jest bardzo często wykorzystywana nie tylko przez kierowców z województwa, lecz także przez turystów z innych części kraju. W związku z bardzo dużym – jak na drogę wojewódzką – natężeniem ruchu w sezonie letnim tworzą się korki.
Trasa w kilku miejscach krzyżuje się z linią kolejową prowadzącą do Helu.
Do lat 90. XX w. odcinek między Juratą a Helem zajmowało wojsko, w związku z czym w Juracie trzeba było przesiąść się do pociągu.
Obecnie wzdłuż szosy prowadzi ciąg pieszo-rowerowy.

## Miejscowości leżące przy trasie DW216
- Reda
  - Ciechocino
  - Rekowo Dolne
- Rekowo Górne
- Widlino
- Sławutówko
- Celbowo
- Puck – obwodnica
- Swarzewo
- Władysławowo
  - Szotland
  - Osiedle 1000-lecia
- Chałupy
- Kuźnica
- Jastarnia  – Śródmieście – obwodnica
- Jurata
- Hel

| km | Miejscowość  | Drogi krajowe        | Drogi wojewódzkie       | Obwodnica    |
| -- | ------------ | -------------------- | ----------------------- | ------------ |
| 0  | Reda         | E28 Gdańsk, Szczecin |                         |              |
| 4  | Rekowo Górne |                      |                         |              |
| 6  | Widlino      |                      |                         |              |
| 7  | Sławutówko   |                      |                         |              |
| 10 | Celbowo      |                      | Krokowa, Słupsk         |              |
| 13 | Puck         |                      |                         | śródmiejska  |
| 16 | Gnieżdżewo   |                      |                         | miejscowości |
| 19 | Swarzewo     |                      |                         |              |
| 27 | Władysławowo |                      | Jastrzębia Góra, Karwia |              |
| 30 | Chałupy      |                      |                         |              |
| 36 | Kuźnica      |                      |                         |              |
| 43 | Jastarnia    |                      |                         | śródmiejska  |
| 46 | Jurata       |                      |                         |              |
| 58 | Hel          |                      |                         |              |